# 朱公恩
朱公恩（5世纪—？），南朝齐将领。
齐武帝永明二年（484年）十一月，武帝以弟始兴王萧鉴为益州刺史、督益宁二州军事，代替时任益州刺史陈显达，征陈显达为中护军，人们怀疑陈显达要抗命不应征。时朱公恩与郭安明同为陈显达使人，奉命给行经新城的萧鉴送上书信和贡礼。人们都劝萧鉴擒拿郭、朱，但萧鉴认为陈显达不会抗命，可等先去查探的典签张昙皙回报，若陈显达有异心，再抓人未晚。张昙皙回来后，果然说陈显达没有异动，静等萧鉴接任，于是平稳交接。
六年（488年）四月，荒贼桓天生引北魏出据隔城，武帝遣游击将军、辅国将军、军主曹虎督数军讨之。曹虎令时任辅国将军朱公恩领骑百匹前行踏伏，遭遇叛军游军，因而合战破之，进至隔城，最终曹虎打败叛军。
朱公恩后为军主。十年（492年），雍州刺史王奂派朱公恩征讨蛮族，失利。次年，宁蛮长史刘兴祖意图为此弹劾王奂，被王奂下狱擅杀，朝廷为此诛杀王奂。